# Колупаева, Анна Сергеевна
Анна Сергеевна Колупаева (14 января 1957 года, Москва, РСФСР, СССР — 6 августа 2023 года, Москва, Россия) — российский деятель культуры, искусствовед, член-корреспондент РАХ (2007).

Главный эксперт, заместитель начальника управления Министерства культуры РФ (1990 годы), начальник отдела музеев Министерства культуры и массовых коммуникаций РФ (1990—2000 годы); руководитель управления культурного наследия, художественного образования и науки Федерального агентства по культуре и кинематографии (2004-2008 г.); главный советник департамента Секретариата Руководителя Администрации Президента РФ.
В 2007 году — избрана членом-корреспондентом Российской академии художеств от Отделения искусствознания и художественной критики.

## Критика
Под началом Анны Колупаевой был разработан, а впоследствии принят закон «О Музейном Фонде Российской Федерации и музеях Российской Федерации». Этот закон до сих пор является камнем преткновения для работы музеев. Дело в том, что он перевернул порядок юридического оформления музейных предметов, но не создал инструментов для реализации оформлений по-новому.— Марина Алексинская, журналист, автор книг, Ничто не ново, Газета «Завтра», 4 сентября 2014 года

## Награды
- Медаль ордена «За заслуги перед Отечеством» I степени (2003)[1]
- Медаль ордена «За заслуги перед Отечеством» II степени (1997)[2]
- Благодарность Президента Российской Федерации (1995, 2015)